# Lödersjön
Lödersjön är en sjö i Malung-Sälens kommun och Mora kommun i Dalarna och ingår i Dalälvens huvudavrinningsområde. Sjön har en area på 0,434 kvadratkilometer och ligger 360,1 meter över havet. Sjön avvattnas av vattendraget Lödran.
Öster och söder om sjön finns naturreservatet Lödersjön. 

## Delavrinningsområde
Lödersjön ingår i det delavrinningsområde (673035-140146) som SMHI kallar för Utloppet av Lödersjön. Medelhöjden är 382 meter över havet och ytan är 5,05 kvadratkilometer. Räknas de 4 avrinningsområdena uppströms in blir den ackumulerade arean 11,05 kvadratkilometer. Lödran som avvattnar avrinningsområdet har biflödesordning 4, vilket innebär att vattnet flödar genom totalt 4 vattendrag innan det når havet efter 356 kilometer. Avrinningsområdet består mestadels av skog (44 procent) och sankmarker (44 procent). Avrinningsområdet har 0,43 kvadratkilometer vattenytor vilket ger det en sjöprocent på 8,5 procent.